# Trilacuna qarzi
Espèce
Trilacuna qarzi est une espèce d'araignées aranéomorphes de la famille des Oonopidae.

## Distribution
Cette espèce est endémique de la province de Kohguilouyeh-et-Bouyer-Ahmad en Iran,. Elle se rencontre à Sartip Abad dans la grotte Gakal.

## Description
Le mâle holotype mesure 1,70 mm et la femelle paratype 2,10 mm.

## Systématique et taxinomie
Cette espèce a été décrite par Malek Hosseini et Grismado en 2015.

## Publication originale
- Malek-Hosseini, Grismado, Sadeghi & Bakhshi, 2015 : « Description of the first cave dwelling species of the spider genus Trilacuna Tong & Li from Iran (Araneae: Oonopidae). » Zootaxa, no 3972(4), p. 549-561.